# Centropyge nahackyi
Centropyge nahackyi là một loài cá biển thuộc chi Centropyge trong họ Cá bướm gai. Loài này được mô tả lần đầu tiên vào năm 1989.

## Từ nguyên
Từ định danh của loài được đặt theo tên của Anthony Nahacky, một người thu thập cá cảnh nhiều kinh nghiệm, cũng là người đã thu thập mẫu vật duy nhất của loài cá này ở Hawaii.

## Phạm vi phân bố và môi trường sống
C. nahackyi là một loài đặc hữu của đảo Johnston, và một cá thể lang thang cũng đã được thu thập ngoài khơi quận Kona, đảo Hawaii. Chúng sống gần các rạn san hô viền bờ và mỏm đá ngầm, thường được tìm thấy trên nền đá vụn, ở độ sâu từ 25 tới 75 m.
Tác động của hiện tượng El Niño đã dẫn đến tình trạng nước quá ấm và nghèo dinh dưỡng ở những vùng biển nhiệt đới trên Thái Bình Dương trong thời gian dài, gây nên sự suy giảm số lượng nghiêm trọng đối với các loài cá bản địa, đặc biệt là những loài sống ở vùng nước nông. Vì C. nahackyi sống ở vùng nước tương đối sâu nên sự suy giảm quần thể có thể không nghiêm trọng như những loài sống ở vùng nước nông hơn, và chúng được xếp vào Loài sắp bị đe dọa.

## Mô tả
C. nahackyi có chiều dài cơ thể tối đa được biết đến là 9 cm. Đầu, một phần thân trước và bụng, cũng như cuống và vây đuôi, vây ngực và vây bụng, có màu vàng. Đỉnh đầu có một đốm đen lớn với các vệt xanh lam sáng. Phần thân còn lại có màu nâu sẫm, lan rộng đến vây lưng và vây hậu môn. Vây lưng và vây hậu môn có dải viền màu xanh óng ở rìa; phía sau của cả hai vây này có thêm các vạch màu xanh và đen xen kẽ.
Số gai ở vây lưng: 14–15; Số tia vây ở vây lưng: 16; Số gai ở vây hậu môn: 3; Số tia vây ở vây hậu môn: 17; Số tia vây ở vây ngực: 16–17; Số tia vây ở vây đuôi: 17; Số gai ở vây bụng: 1; Số tia vây ở vây bụng: 5.

## Sinh thái học
Thức ăn của C. nahackyi là tảo, gai bọt biển (hải miên) và vụn hữu cơ. C. nahackyi trưởng thành được quan sát là bơi theo từng nhóm nhỏ (một nhóm có khoảng 6–12 cá thể), cá con có thể lẫn vào đàn của cá trưởng thành hoặc sống đơn độc.
C. nahackyi có kiểu hình khá tương đồng với Centropyge multicolor. Cả hai loài này cùng với Centropyge joculator được xếp vào nhóm phức hợp loài "multicolor" do có sự giống nhau về mặt di truyền, mặc dù chúng có sự khác biệt về hình thái.

## Thương mại
C. nahackyi là một loài cá cảnh được đánh bắt khá phổ biến trước đây, nhưng phạm vi của chúng hiện nay nằm trong các khu bảo tồn biển rất biệt lập nên sẽ khó mà tiếp cận được chúng.